# Discovery Civilization
Discovery Civilization fue un canal de televisión por suscripción, nacido inicialmente en los Estados Unidos y luego en Europa. Desaparece en estos mercados siendo reemplazado en Estados Unidos por Discovery Times (ahora Investigation Discovery) y en el Viejo Continente por distintas versiones de Discovery World (Europa del este), Discovery Knowledge, ahora Discovery History (en el Reino Unido), solo en América Latina se mantuvo el nombre original.
Presentaba programas de producción del Discovery Channel y de producción propia, relacionados con eventos históricos y recreaciones con entrevistas a testigos y biografías de personajes, frecuentemente con observaciones y explicaciones a cargo de historiadores.
Debido al lanzamiento de la versión latinoamericana del canal HGTV el 1 de mayo de 2019, Discovery Networks Latin America solicitó a las proveedoras de televisión que distribuían Discovery Civilization a reemplazar el canal con HGTV y progresivamente descontinuarlo de la región.

## Historia
El canal fue creado como parte del paquete digital de Discovery Networks para complementar la programación cultural de Discovery Channel. En 2010, fue estrenado un nuevo logo en la versión latinoamericana, cambiando radicalmente el diseño a uno más simplista, pasando de uno con color café a otro de color negro sin ningún dibujo o imagen a su alrededor solo el nombre Civilization y el logo de Discovery en la parte superior. A fines del 2010 la señal ibérica también cambia el logo.

### Difusión
Fue el único canal dedicado 100% a la historia. Se encontraba generalmente en operadores que cuentan con sistemas digitales y se ofrecen en planes superiores o como premium.
Ofrecía una experiencia de programación de todo el mundo. Discovery Civilization presentaba una rica y colorida selección de programas de alta calidad hechos en todo el mundo (principalmente en Estados Unidos y el Reino Unido), con diferentes géneros y temáticas.
El 31 de julio de 2015 el operador Vodafone TV España elimina el canal de su oferta por lo que el canal deja de estar disponible en España. En noviembre del mismo año, el canal cesa sus emisiones en Portugal.
Desde mayo de 2019, varias plataformas de televisión por suscripción han sustituido manualmente a Discovery Civilization por la versión latinoamericana de HGTV a pedido de Discovery Networks Latin America. En Brasil, el canal cesó sus emisiones el 5 de noviembre del mismo año y fue sustituido manualmente por HGTV Brasil en todas las operadoras de pago.
Para mayo de 2021, la última operadora en Latinoamérica en contar con el canal fue Claro TV Colombia.
El canal finalizó sus transmisiones el 3 de enero de 2022 a las 06:00 am (GMT-5).

## Logotipos

2005-2010
2012-2022

## Programación
Los programas sobre historia se abordan siguiendo temas relacionados y organizados en semanas temáticas. Los temas incluyen historia militar, historia medieval, los siglos XIX, XX y XXI, ingeniería del mundo antiguo, programas educacionales y algunos programas de viajes y aficiones. Sus documentales se caracterizan por su alto nivel educativo y objetivas.

### Series
- 10 artes marciales: De discípulo a maestro
- Fugitivos
- Enemigos mortales
- Duda razonable
- En busca de tesoro
- Fiebre del oro
- Misterios revelados
- Grandes libros
- Desafío Alaska
- Autopsia a una momia
- Expediciones con Josh Bernstein
- Más allá de Egipto
- Discovery Atlas
- Viajando con Mr. Wright
- Choque de culturas
- Civilizaciones perdidas
- Olly Steeds investiga
- La colonia
- Detectives del pasado
- El hombre en la tierra
- Reescribiendo la historia
- Hora cero
- Enigma
- Grandes palacios
- Hombres legendarios